# Albert Bruntálský z Vrbna
Albert Bruntálský z Vrbna (německy Albert von Wrbna-Freudenthal, dle nápisu na jeho náhrobku Albertus Rydzyński comes de Wirbna) byl moravský šlechtic ze slezské linie rodu Bruntálských z Vrbna. Žil 15. století

## Život

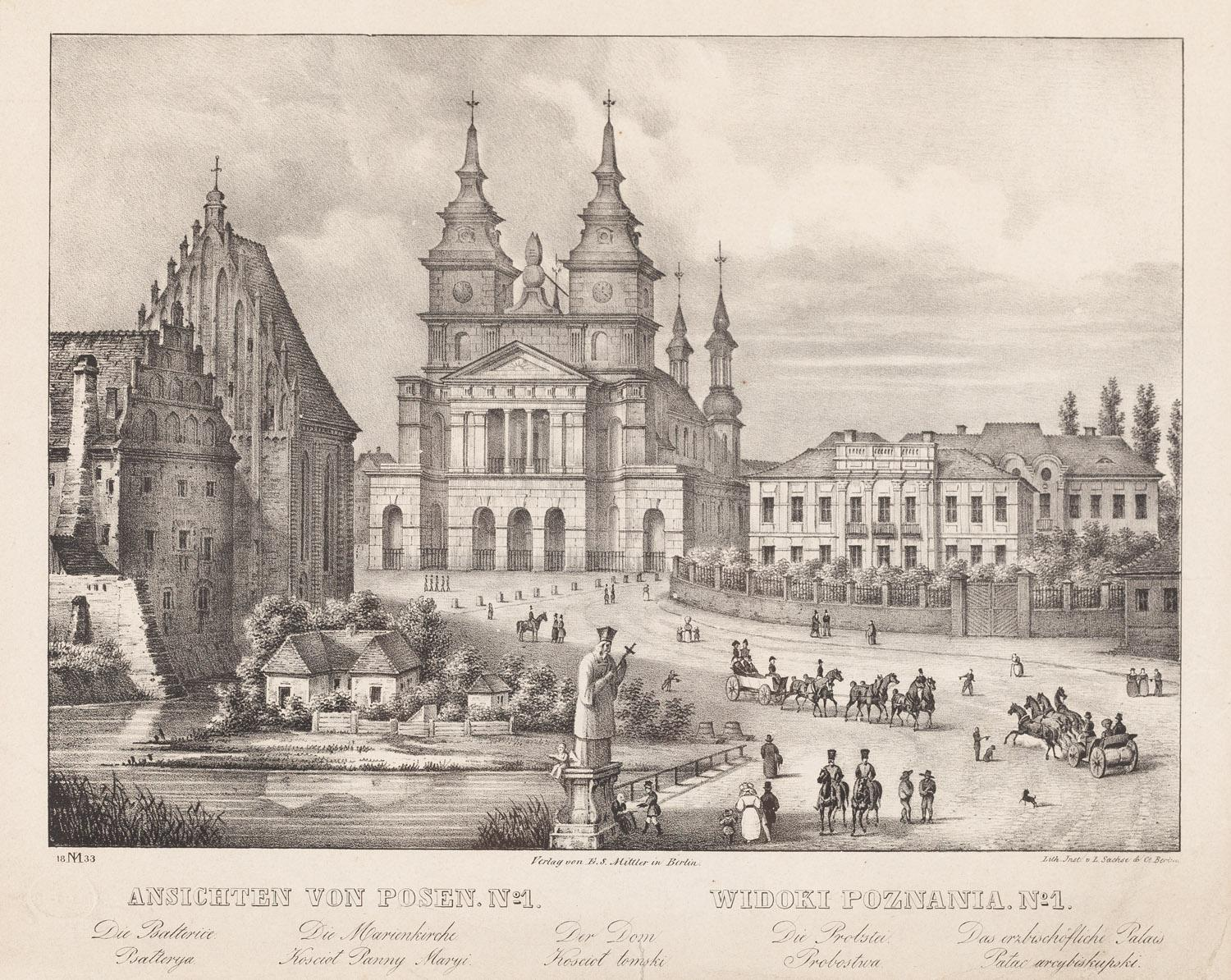
Poznaňská katedrála na rytině z roku 1833

Na jeho náhrobku v poznaňské katedrále svatých Petra a Pavla je nápis s jeho jménem Albertus Rydzyński comes de Wirbna. 
Z nápisu na náhrobku, věnovaném jeho synům Stanislavu a Ondřejovi, lze také vyčíst, že několik let v Podolí bojoval proti Tatarům, byl zajat a držen v otroctví. 
O Albertovi ani jeho dvou synech však není mnoho dalších informací. 